# Грегори Ричардс
Грегори Ричардс (англ. Gregory Richards) — вымышленный телевизионный персонаж — злодей, один из главных героев и антагонистов телевизионной американской мыльной оперы NBC 1997 года — «Любовь и тайны Сансет Бич», роль которого исполнил актёр — Сэм Беренс. Он впервые предстал перед зрителями во время трансляции пилотного эпизода шоу — 6 января 1997 года. Грегори — один из 25 первоначальных персонажей от оригинального актёрского контрактного состава сериала и один из 16 главных героев — который дошёл, начиная от первой и до последней серии. Продюсеры «Сансет Бич» — обратились к Беренсу по поводу предлагаемой ему роли, но он все никак не решался встретиться с ними, так как планировал вернуться обратно в Нью-Йорк для запланированной дальнейшей работы в музыкальном театре. В конце концов, его убедили присутствовать во время их первичных собраний на NBC по поводу проекта запускавшегося шоу, и, в конце концов, он согласился исполнить роль — импозантного — Грегори Ричардса.
С самого начала телесериала: «Сансет Бич» Грегори Ричардс — был женат на Оливии Блейк Ричардс (Лесли-Энн Даун) и являлся очень богатым и влиятельным адвокатом и бизнесменом, владельцем своей крупной строй-курортной фирмы, медиацентра в своей корпорации, наряду с другими партнёрами-акционерами, а также негласным криминальным авторитетом в городке, и в округе вообще. Его первоначальный образ был охарактеризован в виде могущественного и деспотичного адвоката и бизнесмена-манипулятора. Беренсу с самого начала первоначальный образ характера Грегори — виделся «-очень противным», поэтому попытался немножечко изменить его, смягчив его, и сыграв свои сцены с ним — с большей эмпатией и состраданием к людям.
С самого начала было также показано, что у Грегори и Оливии — был довольно-таки сложный брак, и Беренс называл их отношения: «диспропорционально изношенными».
Сели Гроувз из: Таймс-Ньюс — чуть позже отметил, что Грегори: «все больше и больше склонялся к злодейству» после того, как он совершил ряд плохих поступков — в целом по своей жизни.
Беренс сказал, что: "все, что делает Грегори — он делает ради и во благо, как он считает, — своей семьи. Намного позже Грегори убивает — Франческу Варгас (Лизу Герреро) и надеется пуститься далеко в бега, после того, как его обманом уличили и вывели на чистую воду — Коул и Энни и вынудили его сознаться в её убийстве.
Беренс выиграл по номинации: "«Лучшую мужскую роль» — в сериале: «Сансет Бич» — в 1997 году: на премии: «Обновленные мыльные оперы». Он также был дважды номинирован «в качестве: выдающегося теле-злодея на: премии: „Дайджест мыльных опер“».
Кэролайн Хинси из: «Daily News» — очень сильно раскритиковала раннюю личность персонажа, назвав его «злодеем — в одном ракурсе с одним главным направлением, чья основная сюжетная линия заключалась лишь в том, чтобы просто лишний раз отчитывать людей». В то же время критик: «мыла» — Кэндис Хейвенс сказала, что такие актёры, как Беренс и Энн-Даун, привнесли «определенный класс качества и глубины своих персонажей — на шоу» — во время всего пробега сериала.

## Кастинг
В ноябре 1996 года репортер газеты: «Tampa Bay Times» — внезапно объявил, что Сэм Беренс — был выбран на роль Грегори Ричардса. Беренс планировал вернуться в Нью-Йорк, где он впервые начал свою карьеру, когда к нему обратились продюсеры: «Сансет Бич» — по поводу его участия в шоу. Он не решался встретиться с ними, чтобы заключить с ними контракт, но его менеджер в конце концов убедил его, и он признался, что продюсеры назначили ему очень крупный чек, буквально: «перекупив его» у менеджеров его театра — за его участие в их шоу. Беренс так пояснил о его мироощущении по поводу запуска сериала обозревателю — Нэнси Ми. Рейчердт из: «Объединенного художественного синдиката» — в своем интервью: «-Я ушел с этой встречи, чувствуя себя очень хорошо из-за того, что они планировали и решили сделать». Беренс подписал контракт с сериалом на его исполнение роли Грегори, которого описали как: «- богатого и влиятельного в своей корпорации — бизнесмена и адвоката, который обладал большой властью в городе и в округе города — Сансет Бич». Главный продюсер шоу — Аарон Спеллинг, считаясь и ставя в главный ракурс таких маститых актёров, как: Сэм Беренс, Кэтлин Нун и Хэнк Чейн, которые — на тот момент считались ветеранами дневного времени — на телевидении, предчувствуя также, какое они могут оказать влияние на них, решил также, что они смогли бы помочь в начинающей работе и тем — для кого дневной экран стал впервые — дебютным. Тем не менее, Беренс встал на защиту шоу и против резкой критики рейтингов сериала, которые оставляли желать лучшего в ноябре 1997 года, заявив, что: «- этого в принципе и следовало ожидать, так как шоу — было достаточно молодым и ещё неоперившимся».

## Разработка и развитие персонажа
Грегори в исполнении Сэма Беренса — являлся одним из 25 оригинальных персонажей сериала по заключенному контракту и одним из 16 главных героев и одним из главных антагонистов(занимая в этом плане почетное второе место в сериале после злобного брата-близнеца убийцы Бена Эванса- Дерека) на протяжении всего времени шоу, в первой части, частенько противостоя также и другому главному антигерою и протагонисту — Бену Эвансу, а также его врагу — «положительному» бойфренду его дочери — Коулу Дешанелу. Он был представлен как муж Оливии Ричардс (роль которой исполнила — Лесли-Энн Даун). Майк Хьюз из: Honolulu Advertiser — сказал, что Грегори был: «богатым, хитрым и скользким типом: адвокатом», в то время как редактор: «Newsday» — Марвин Китман — описал его, как: «влиятельного, обладающим изысканным красноречием и патетикой — адвоката» и «прирожденного манипулятора над людьми». Официальный сайт сериала проанализировав все, заявил, что поведение Грегори было: «популистским и попустительски ошибочным». Беренс изначально сказал, что это всего лишь «вопрос общего мнения»: «был ли Грегори плохим парнем?» Но добавил, что: "его персонаж часто поступал «хорошо и удивительно, убедительно правильно»,… «но скорее лишь для себя, в своих эгоистических соображениях и видениях, как должно быть хорошо и правильно». Сравнивая Грегори с его иной ролью — хорошего парня Джейка Майера — в «Главном Госпитале», Беренс — сказал, что: « — Ему начало нравиться играть „плохого парня“, так как тот знал минимум доступных ему моральных запретов, и даже иногда мог получаться очень милым…»
Беренс признавал, что его персонаж порой был «очень противным» в начале сериала, и он решил взять на себя ответственность за изрядное смягчение характера Грегори. Он заявил: «-Я не думаю, что кто-то из „мыла“ пытается выбить из своих персонажей и показать один или больше разных уровней характера, если на то пошло, и ни разу видел, чтобы кто-нибудь из мыла показывал бы характер своих персонажей в многоуровневом ракурсе. И я не считаю, как не странно, что за этим, за первым — очень интересно было бы наблюдать, тем более в дневное время.» Он начал играть свои сцены с большим состраданием, и когда сценаристы увидели некоторые сцены между Грегори и его дочерью Кейтлин Ричардс(Ванессой Дорман), которые были сыграны: «-с таким сердцем и душой», они решили не менять расставленные акценты характеристик Грегори, которые внес Беренс. Однако, как сказала Кэролайн Хинси из Daily News, что, по мнению Беренса, сценаристы: «-зашли слишком далеко», показывая мягкую и лучшую сторону Грегори, и он стал казаться слишком милым, поэтому он надеялся, что они покажут его «в более многоракурсном свете» — в будущем. Хинси отметила, что Грегори, казалось, испытывал «неестественную привязанность» к Кейтлин, что, по мнению Беренса, можно объяснить её отношением к вымышленной предыстории Грегори. Он сказал ей, что Грегори никогда не получал любви от своего родного отца, который на него давил, которую хотел внутренне получить также изо всех сил и от Оливии, но по настоящему нашёл — «любовь и уединение» — лишь рядом со своей дочерью. Беренс думал, что у них была «особая связь», которую Грегори так и не смог получить в объятьях — «взрослой женщины». Когда Кейтлин становится взрослой, Грегори чувствует, что он теряет «свою маленькую девочку, свою маленькую папину дочурку», и решает что ни кто из них, кроме него и приближающегося к нему «парней» — на самом деле — достаточно хороши для неё, особенно её новый любовный интерес и бойфренд — Коул Сент-Джон (Эдди Сибриан) — бывший альфонс и похититель драгоценностей у богатых женщин, и он не верит, что он изменился, и к тому же он — чем-то похож на самого — Грегори.
Сценаристы вскоре также начали показывать его со всех сторон, «исследуя» «сложный» и «долгий брак» Грегори — с его женой — Оливией Блейк Ричардс. Беренс назвал пару «диспропорционально изношенной», но сказал, что между ними была «-глубокая любовь, сильная и вечная». Он прокомментировал: «То, что привело их туда, где они сейчас, — это подсознательное желание и страх Грегори, страх родителей остаться одними, наедине с их проблемами… И подсознательное желание: восполнить пробел и его недочёты в его воспитании по отношению к своим детям и близким. Как глубоко они готовы зайти? Но чем больше вы видите экране, тем интереснее и желаннее становятся их постоянные сражения». Беренс думал, что действия Грегори и Оливии сводились к искренной любви к своим детям и друг к другу и страху, и они были убеждены, что не должны были быть подлыми по отношению к окружающим и друг к другу, однако они просто делали для себя то, что в результате — заставляло казаться их, однако, вне их семьи — подлыми и плохими. В начале сериала Грегори обнаружил внезапно, что Оливия крутила роман с его лучшим другом — с Дэлом Дугласом (Джоном Рейлли), и показал себя как: «-чрезвычайно скрытно, но сильно ревнивым мужем!». Позже Оливия и Кейтлин забеременели и почти одновременно, после того как они обе втайне от него занимались любовью с Коулом. Беренс назвал своего персонажа: « — самым глупым человеком в мире» за то, что он беспрестанно поверил Оливии — её лжи по поводу её «беременности».
В декабре 1997 года Сели Грувз из: Таймс-Ньюс — заметила, что Грегори, похоже, «-Склоняется к ужасным и все более злодейским поступкам, заказав и подослав киллера, чтобы убить Коула», а также своим решением: "- сказать Кейтлин, что её ребёнок внезапно умер при родах, чтобы он и Оливия смогли похитить его и воспитывать его как своего собственного, усыпив её при её родах, и похитив его и забрав себе. Беренс сказал, что если бы он был Грегори, он определённо не согласился бы с отметкой выдающегося злодея, которой его пометили люди, объяснив: « — Я бы признал, что многие из великих людей, такие как я: часто считаются — плохими или нехорошими, потому что они получают и добиваются того, чего они намеревались достичь любыми способами, в отличие от тех, кто не получает — и не добивается… Но лишь только потому, что такие люди — привержены более макиавеллистическим принципам в их многих делах — это все равно не причина для членов моей семьи или кого-либо ещё — думать обо мне на самом деле хуже, чем я есть на самом деле». Он пришёл к выводу, что: «-все, что делает Грегори, он делает во благо и для своей семьи, которая, однако, не всегда по-достоинству готова оценить его старания».
В середине 1999 года Грегори — оказывается убийцей, в результате расследования убийства Франчески Варгас (Лиза Герреро), после того как он убивает её и оказывается внезапно разоблаченным Коулом и Энни, и пытается податься тайно в бега. Редактор журнала: Внутри мыла — отметил, что лето для Грегори: «-будет очень жарким, после того, как его тайна об убийстве внезапно выплыла наружу… Все его видели: пытающимся сбежать подальше из Сансет-Бич, только для того наблюдать за дальнейшим событием, что его побег закончился крайне плохо — на краю высокой спасательной башни в погоне от преследования Коула, когда он внезапно упал в „коварное, бушующее и бурлящее“ море…» Но его тело так и не было найдено, что приводит к смешанной реакции близких ему персонажей. Его дочь Кейтлин — «опустошена», в то время как его жена — Энни Дуглас Ричардс (Сара Бакстон) — понимает, что она, похоже, может стать вскоре очень богатой. Однако, Грегори — выжил и был лишь слегка ранен. Сумев выбраться из моря, Грегори прячется в потайной пещере и клянется, что Энни и Коул заплатят за то, что обманом заставили его признаться в убийстве Франчески. Сюжетная линия привела к тому, что Беренс начал вновь изображать Грегори — притворявшегося своим собственным «погибшим»(без вести пропавшим) дядюшкой Тобиасом…"
Позже в том же году Салли Стоун из Звезды Уэйтхорс — сообщила, что Беренс возьмет «длительный отпуск», пока продолжались переговоры по поводу его дальнейшего контракта. Стоун предполагала, что если Беренс повторно продлит контракт с сериалом, его персонаж, скорее всего, будет «быстро» и очень интересно «искупать свои грехи и в конце концов будет освобожден» после его свершившегося признания в убийстве Франчески. Однако, «Сансет Бич» был отменен NBC в том же году, и последний эпизод вышел в эфир в декабре 1999 года.

## Основные сюжетные линии
Богатый и влиятельный адвокат, бизнесмен-миллионер, а также тайный криминальный авторитет — Грегори Ричардс, казалось, имел все, что нужно для счастья в этой жизни: «Великолепная работа и идеальная семья», но что-то, казалось, в его жизни — делалось не совсем правильно: Его жена — Оливия Ричардс — втайне обманывала и крутила роман с его лучшим другом — Дэлом Дугласом (Джоном Рейлли) — позже, и в одночасье — ставшим его врагом, и почти всегда — приходила домой сильно пьяной. В то же время: «счастливая и несчастливая новость», одновременно, — озарила Особняк Ричардсов, когда они планировали на время уехать чтобы попытаться наладить свой брак, и когда Оливия внезапно получила все по основному завещанию Дэла — после того как Дэл Дугласс — был застрелен, когда они оба стали одними из возможных подозреваемых, и хотя конечные улики привели — к лучшей подруги юности — Оливии — Элейн Стивенс, которая и была его убийцей, Грегори, как оказалось, тоже был втайне замешан в деле, пытаясь подослать к нему в номер, предполагаемо, надёжного киллера(Эдди Коннорса (Питера Бартона)) — с целью желанной расправы над любовником своей жены, а также других киллеров во главе —Джо Джо Моргана/Джамалля Маххамеда (Масхонда Ли) — на квартиру к журналистке — Ванессе Харт (Шерри Сом), втайне пишущей статью и собирающей материалы — о его коррупционных — «„филантропических“, а точнее: мизантропических махинациях» — с ним с недвижимостью. (К счастью для него или для них — не один из перечисленных заказов с его стороны — не был выполнен.)… И в то же время: его быстро повзрослевшие и уже совершеннолетние дети: Кейтлин(Ванесса Дорман) и Шон (Рэнди Спеллинг) — захотели жить собственной самостоятельной жизнью, но Грегори не давал так просто этому произойти и отпустить их так просто от себя. Они полюбили и втайне на стороне закрутили роман с теми, кого Грегори — всей душой возненавидел, как только впервые увидел их, и поэтому он пытался скомпрометировать, или же до смерти запугать этим собранным компроматом на них, или убить также и с помощью киллеров — вора драгоценностей — бойфренда своей дочери — Коула Дешанела, или же «удалить» — подальше из города и из его дома — некогда сбежавшую из своего дома бездомную девушку своего сына — поселившуюся у них в доме — Тиффани Торн (Эдриан Франц; Дженнифер Банко-Стюарт)… В то же время Грегори и его тайный наемник Эдди Коннорс (как двуличный коп), как и Коул(его друг Жак), а также Энни и Тиффани были втянуты в историю с охотой за таинственными и много раз похищенными драгоценностями Дешанела (Которыми были на самом деле — официально завещанное наследство Дэла для его жены — Оливии), которые к несчастью для многих были проклятыми…
В то же время Грегори очень скорбил и переживал, вместе с Оливией, когда боялся потерять своего младшего сына Шона — в смертельно опасной для его жизни операции на голову, и делал все, чтобы своими деньгами и связями по максимуму — помочь ему справиться с этой проблемой. Все это очень сблизило Грегори и Оливию — после долгих лет скандалов и неурядиц, которые решили внезапно — попытаться построить — счастливый и мирный брак…
Грегори был счастлив и в относительном шоке, когда Оливия снова забеременела, но было одно «Но!»: Оливия очень долгое время боялась сообщить ему о своей беременности, потому что не была уверенна: кто же отец её ребёнка — Грегори, или Коул Дешанел, с которым она переспала, когда он и Кейтлин — были в небольшой размолвке. Он также подумал, что лучшая подруга Оливии — Бетти Катценказракхи — и была той женщиной, с которой Коул — крутил роман — втайне от Кейтлин(благодаря неверно собранному и фальшивому компромату Эдди — предпологаемо «отличного частного сыщика» — на Коула). Не меньшим шоком для Грегори — было узнать, что Кейтлин — была тоже беременна. Считая, что из-за Коула он потерял свою «маленькую девочку» — навсегда и, думая что Кейтлин — ещё слишком молода для замужества и для своей собственной семьи, дабы разлучить свою дочь с ним и «уничтожить» некогда — вора драгоценностей у богатых дам, а теперь — бойфренда его дочери, Грегори решил не останавливаться не перед чем и придумал план: «Украсть ребёнка Кейтлин втайне усыпив её и введя ей наркоз в день родов с помощью поддавшегося его давлению — „купленного“ врача, чтобы потом сказать ей, что он умер и воспитывать его как своего, вместе с Оливией»(На тот момент он и не подозревал, что его жена была тоже — беременна, так как Оливия тщательно скрывала от мужа этот факт, а лишь думал, что она притворяется беременной, согласно его плану: разлучить Коула и Кейтлин, чтобы в конечном итоге её — «мнимой беременности», когда придет время забирать у Кейтлин ребёнка — Оливия — инсценировала выкидыш). К несчастью, Кейтлин узнала обо всем — в почти в самый последний момент осуществления с его женой — плана, по дороге в эту дьявольскую клинику, прослушав дикую диктофонную телефонную запись о плане отца с зловещим доктором — по телефону и от своего брата…
После того, как разгневанная из-за этого Кейтлин — попала в тяжёлую автокатастрофу, потеряла ребёнка и приобрела бесплодие в результате, она боялась кому-либо об этом рассказать и притворялась — беременной, боясь ранить Коула, а также — «погибшей»: в глазах её родителей, Грегори очень переживал и испытывал большое чувство вины за свой с Оливией план и на этом фоне: они были почти на грани развода. Но в конце концов, Кейтлин объявилась на пороге их дома, объявив что она выжила, тем не менее: она доверилась и попросила её давнюю знакомую — Энни Дуглас (Сара Бакстон) о помощи: помочь ей найти ребёнка, которого она могла бы выдать в дальнейшем за своего собственного. Но никто не знал довольно долгое время о довольно таки гнусных и тайных планах Энни в отношении родителей Кейтлин: Энни украла ребёнка Оливии, вколов ей усыпляющие транквилизаторы, а потом втайне передала в руки ничего неподозревающей Кейтлин, которая представила его перед Коулом и всеми под видом её с Коулом — ребёнка. А Оливию Энни — убедила, с помощью врача, которого она шантажировала(который имел планы с Грегори — в прошлом), что её ребёнок родился мертвым. Свадебный подаренный подарочек Энни на новоселье — Трей — и счастье Коула и Кейтлин — способствовал укреплению брака Коула и Кейтлин, и в то же самое время скорбящий и разгневанный на эти события Грегори по поводу того, что Оливия не могла вспомнить и объяснить ему обстоятельства ночи гибели ребёнка — обвинил Оливию в убийстве сына, и в излишнем пьянстве своей жены в день родов, и их брак, впоследствии, развалился.
«Различными уловками» — Энни удалось «пробить» свой путь — к своему замужеству с Грегори и суметь при этом не попасться на своей лжи, и в конце концов, они поженились в Лас-Вегасе в ту последнюю ночь июня 1998, когда она могла потерять оставленные ей деньги и акции отца и проиграть их полностью в пользу его некогда любовнице — Оливии, согласно условиям его завещания(Хотя в конечном итоге, она потеряла — их в пользу Грегори, ловко подложивший — прямо перед их свадьбой — не прочитанный Энни — брачный контракт, где было все переписано на него.)…
Отношения Энни и Грегори были изумрудными и блестящими, но только в самом начале — до того как Оливия и Грегори — были поражены тому чтобы прийти и раскрыть тайну о ребёнке — оба, особенно когда Грегори подслушал их потайной разговор на электростанции с Оливией и её угрозой Энни рассказать Грегори, что Энни украла «его ребёнка и отдала его Кейтлин» (после того, как Оливия смогла восстановить свою заблокированную память в день крестин Трея, держа его на руках, и вспомнила правду о той ночи похищения ребёнка)… И тогда: их итак неидеальный брак, так как Энни всегда строила интриги втайне от мужа, чтобы получить то, что она хочет.., начал напоминать жизнь кошки и собаки.., и в то же время и у Грегори, как всегда, появлялись и другие заботы. В то же время, летом 1998, Грегори и Оливия, и Грегори, Энни и ЭйДжей — были втянуты в сюжетную линию: «Шоковых Волн», делая всеми силами все, чтобы — не дать погибнуть друг другу и бедному оставленному ребёнку, оставленному в детской на втором этаже их особняка в разрушительных и смертельных толчках землетрясения, объединив на время усилия и, позабыв былую вражду, казалось, что бывшие супруги — вновь сильно сблизились за это время, пытаясь сделать все чтобы спасти мальчика из беды. После чего — он, как один из их владельцев, как и все Ричардсы — были втянуты в «Историю проклятых драгоценностей Росарио» и рисковали умереть от чар проклятия к Рождеству Христову — 1998 года, если его не снять к этому моменту. К счастью драгоценности удалось вернуть к Рождеству — на их законное место, положив ему конец. Но незадолго до Рождества — некто неизвестный, под закодированным голосом — терроризировал Энни и Кейтлин постоянными телефонными звонками, угрожая рассказать Коулу и всем их секрет. И для Энни было настоящим шоком — открыть, что втайне звонящим на её телефон — был на самом деле — Грегори, втайне подслушавший её тайну о ребёнке. Тем не менее, Грегори продолжал пытаться вычеркнуть Коула — из своей жизни и из жизни дочери, и для этого стал вести дела и привлек к сотрудничеству — воровку и бывшую подельницу Коула — Франческу Варгас, он также обещал ей заплатить 5 миллионов долларов за то, чтобы она соблазнила отца — Коула — ЭйДжея Дешанела, чтобы подпортить новую и счастливую жизнь Оливии — с её новым любовником, и также угрожал убить Франческу, если она его не послушает. Энни узнав об этих делах, мягко говоря была не очень довольна, втайне решив: что они с Франческой — фабрикуют против неё втайне дело за кражу ребёнка, и вместе спят. В то же время Шон забыл о своем отце, уйдя из его дома и начав свою собственную жизнь, редко его видя, потому что тот никогда ничего для него не делал, а впоследствии вычеркнул его из своего завещания. В то же время в конце третьей части, Грегори и остальные члены: «Лагеря Семейства Ричардс» — были поражены, когда выяснялась правда о том, что сын Кейтлин, Трей, на самом деле — был сыном Оливии и Коула(не без участия Энни и Франчески Варгас), с которой он крутил роман два года назад. Тем не менее, на неуверенности факта об отцовстве — он пытался сыграть, скрыв истинную правду перед всеми: сделав вид (с помощью поддельных документов при помощи купленного врача), что он настоящий отец Трея, а не Коул…
После того, как Франческа Варгасс — была застрелена, больше половина граждан города — Сансет Бич подозревались(Ведь она похитила Трея из детской перед своей смертью!!! И многих шантажировала, особенно Ричардсов: раскрыть их секреты, перед этим), или так, или иначе: были замешаны в этом преступлении. Но в конце концов выяснилось, что на самом деле истинным убийцей Франчески — был именно Грегори. После драки с Коулом на фоне внезапно полопавшихся секретов семьи Ричардс, Грегори падает в океан, а его тело так и не находят. Однако на следующий день он выходит на берег и решает втайне «поиграть с умами» своих близких. Он притворяется дядей — Тобайсом Ричардсом — своим собственным далёким родственником, и втайне морочит всем голову, обещая решить, понаблюдав за всеми: кому же достанется имущество и наследство Грегори: Трею и Оливии или его новой жене — Энни. В то же время, Коул, непонятно как, внезапно арестован, и задержан интерполом — в Лондоне — за свои дела в прошлом, во время прибытия объявившегося Тобайса, Энни и Оливии — оттуда. Все усложняется, когда Оливия начинает снова пить, но Грегори — даже под видом Тобайса, кажется, понимает причину этого и единственный, кто во всем её всегда и крепко поддерживает и утешает, особенно когда узнает о причастности — к её «возобновленному алкоголизму» манипуляции и махинации Энни. Но в конце концов, Грегори оказывается — разоблачённым и попадает в хорошо расставленные сети: нового любовника своей жены — Энни — Джуда Кавано (Шона Канана) — якобы «правой руки» Грегори — понадеявшегося на помощь Джуда: избавиться и заманить в капкан его врагов — Энни и Коула, якобы нового директора корпорации «Либерти» и старшего сына Эй Джея, а на самом деле — тайного агента ФБР — под прикрытием. И его отправляют, и надолго, благодаря ему, за решетку — за убийство Франчески, за заказное убийство доктора Брока, а также за неуспешные попытки «заказа» — Коула Дешанела, Ванессы Харт, Энни и ее отца — Дэла Дугласса. В последних эпизодах сериала Грегори и Оливия — обменивались счастливыми воспоминаниями — об их браке сквозь тюремную камеру, а Оливия — обещала ждать его. Тем не менее Грегори и Оливия с ребёнком, также как и счастливые Коул и Кейтлин с ребёнком — вновь появились вместе — в качестве одного из элементов в финальном эпилоге — в последнем сне Мег…

## Прием персонажа и отзывы критиков
За свое изображение в качестве Грегори Ричардса — Беренс получил свою награду за «лучшую мужскую роль» в сериале: «Сансет Бич» в 1997 году в премии «Обновленные мыльные оперы», организованной журналом «Обновленные мыльные оперы». Беренс также получил одну номинацию как выдающийся телевизионный злодей на 14-й телевизионной награде: в «дайджесте мыльных опер» и в 1998 году. Он получил также номинацию на той же премии в той же категории и в следующем году.
Просматривая первые серии, Дженнифер Боулз из газеты: Pensacola News Journal назвала персонажа — «влиятельным адвокатом, обладающим „высоким моральным кодексом“ и змеиным нравом». Джулия Щи из: «
Мичиганского ежедневника» посчитала, что Грегори — был из одних из тех персонажей, которых: «- мы должны всей душой, по идее, ненавидеть», наряду с его врагом (то есть: «лучшим другом») — Дэлом Дуглассом…" Кэролайн Хинси из: Daily News" критически отрицательно отозвалась о персонаже, называя его «злодеем с одной буквы, чья сюжетная линия сводилась лишь зачастую к тому, чтобы, в основном, лишний раз — отчитывать людей!». Несколько месяцев спустя Хинси сказала, что персонаж был «умным и богатым адвокатом», и в то же время назвала историю беременности Оливии — очень «длинной, запутанной и сомнительной».
Кэндис Хейвенс, обозреватель: Посланника — нашла удивительным и открыла то, что Беренс вместе с Лесли-Энн Даун, Кэтлин Нун и Ли Тейлор-Янг — привнесли в своих персонажах «определенный класс и глубину на этом шоу». В своем обзоре шоу — Кен Такер, из: Entertainment Weekly, также решил прокомментировать и игру Беренса, написав, что свою самую "лучшую, и в то же время: простую роль — на этом шоу играет: Сэм Беренс: он же — Джейк из: «-„Главного госпиталя“, в этом сериале исполняющий роль в качестве мужа ЭннДаун» — и его роль… «-служит лишь в том качестве — для того, чтобы он выглядел как единственный серьёзный, не участвующий в этой общей шутке и в этом плоском юморе, человек — среди всех, в то время как все остальные давно в курсе всего и с удовольствием продолжают свою игру во всем этом каламбуре.»
Сели Гроувз из «Таймс-Ньюс» отметила, что Беренсу нравилось «отлично проводить время», играя «проницательного и расчетливого адвоката».
В ноябре 1999 года в статье об отмене «Сансет Бич» и: «об упущенных возможностях в сюжетной линии с Грегори», репортер — Нэнси Ми. Рейчердт — резко критически отозвалась об истории Грегори, написав, что: «Беренс сыграл изящного злодея, чья навязчивая и болезненная преданность своей семье, в основном, его дочери — Кейтлин с одной стороны: не оправдывала его манипуляции, но в то же время: сдерживала собственное негодование и возмущение от зрителей по отношению — к нему. Но, опять же, сюжетные линии сериала зашли слишком далеко, когда он решил терроризировать собственную дочь, утверждая при этом, что: ради её же блага. Затем он появлялся и как: „дядя Тобайс“, но в таком ужасном парике, что это немного отвлекло, и в то же время оттолкнуло зрителей от основной сюжетной линии.»